# Miejskie Przedsiębiorstwo Komunikacji w Stargardzie
Miejskie Przedsiębiorstwo Komunikacji w Stargardzie Spółka z o.o. – przewoźnik miejski, funkcjonujący na terenie Stargardu oraz w okolicznych gminach: gmina Kobylanka, gmina wiejska Stargard, gmina Stara Dąbrowa, gmina Maszewo. Autobusy kursują m.in. do: Kobylanki, Żarowa, Witkowa, Kurcewa, Grzędzic, Lipnika, Zieleniewa, Klępina, Małkocina, Storkówka, Koszewa i Sowna.
Zakład Komunikacji Miejskiej został utworzony 1 lipca 1961 roku jako wydział Miejskiego Przedsiębiorstwa Gospodarki Komunalnej. W 1991 roku stał się spółką miejską.
1 stycznia 2018 roku Miejski Zakład Komunikacji został przekształcony w spółkę prawa handlowego pod nazwą Miejskie Przedsiębiorstwo Komunikacji Spółka z o.o. w Stargardzie.

## Tabor

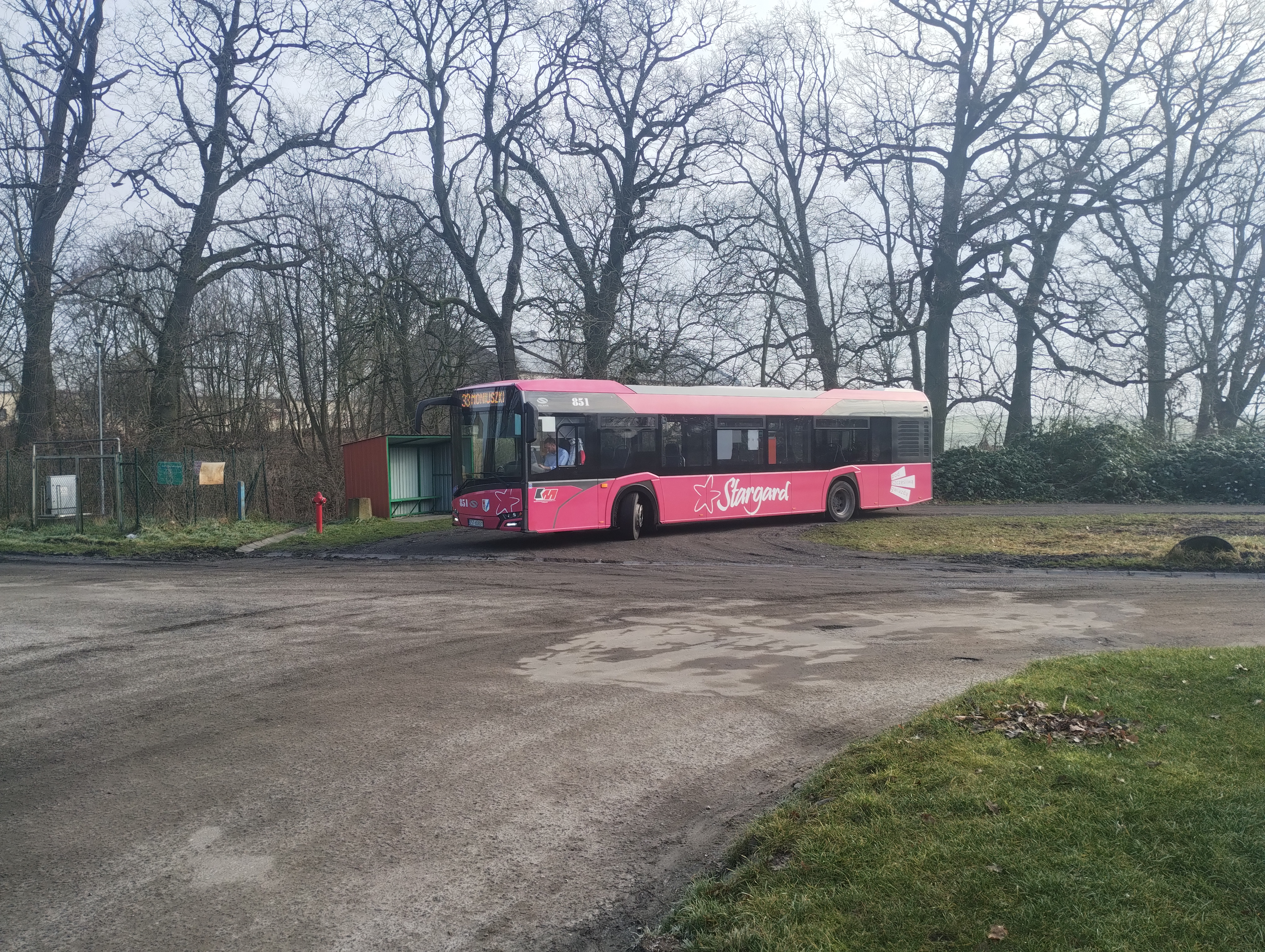
Solaris Urbino IV na Pętli Sułkowo

MPK Stargard dysponuje taborem:
| Marka autobusu                 | Liczba sztuk | Eksploatacja od (rok) |
| ------------------------------ | ------------ | --------------------- |
| Solaris Urbino 12              | 16 pojazdów  | 2018                  |
| Mercedes Sprinter              | 3 pojazdy    | 2017                  |
| MAN NL293 10,5 Lion’s City M   | 3 pojazdy    | 2015                  |
| MAN NL293 Lion’s City          | 4 pojazdy    | 2014                  |
| MAN NG323 Lion’s City G        | 2 pojazdy    | 2014                  |
| MAN NL283                      | 1 p/ojazd    | 2012                  |
| MAN NG313 Lion’s City G        | 2 pojazdy    | 2009                  |
| Scania OmniCity CN270UB 4x2 EB | 2 pojazdy    | 2008                  |
| Scania Hess City L94UA         | 1 pojazd     | 2004                  |
| Scania Hess City L94UB         | 4 pojazdy    | 2004                  |
| MAN NL222                      | 1 pojazd     | 2002                  |
|                                |              |                       |
| Łączna liczba pojazdów         | 39           | 39                    |
| Pojazdy niskowejściowe         | 39           | 39                    |

## Linie
| Linia                                     | Trasa |
| ----------------------------------------- | --- |
| 2                                         | Pętla 15 Południk - Moniuszki – Szczecińska – ZCP - Wyszyńskiego – Struga – Chrobrego – K.Wielkiego – Krzywoustego – Staszica – Warszawska – Osiedle Pyrzyckie – Broniewskiego – Lotników – Tańskiego Pętla (droga powrotna taką samą trasą) |
| 5 (Linia okolna)                          | Chopina Pętla - Wieniawskiego – Szczecińska – Aleja Żołnierza – Pogodna – Al.Gryfa – Kościuszki – Spokojna – Bogusława IV – Staszica – Krzywoustego – K.Wielkiego – Portowa – Wojska Polskiego – Konopnickiej – Pierwszej Brygady – Ceglana – Usługowa – Chopina Pętla |
| 8                                         | ZCP - Wyszyńskiego – Czarnieckiego – Staszica – Warszawska – Broniewskiego – Niemcewicza – Traugutta – Lotników – Tańskiego Pętla (droga powrotna taką samą trasą) |
| 9                                         | Pętla 15 Południk – Chopina Pętla - Szczecińska - ZCP - Wyszyńskiego – Czarnieckiego – Staszica – Warszawska - Osiedle Pyrzyckie (droga powrotna taką samą trasą) |
| 10                                        | Lipnik - Moniuszki – Szczecińska - ZCP - Wyszyńskiego – Struga – K.Wielkiego – Jagiellońska – Wiejska - Nowowiejska Pętla - Wiejska – Sikorskiego – Andersa – K.Wielkiego – Portowa – Struga – Wyszyńskiego - ZCP - Szczecińska – Moniuszki - Lipnik |
| 12                                        | Pętla 15 Południk – Moniuszki - Szczecińska - ZCP - Wyszyńskiego – Struga – Okrzei – Wojska Polskiego -Brzozowa - Reymonta Cmentarz - Wojska Polskiego – Sienkiewicza – Piłsudskiego – Wyszyńskiego - ZCP - Szczecińska - Moniuszki – Pętla 15 Południk |
| 13                                        | Aleja Żołnierza – pętla – Aleja Żołnierza – Pogodna – Al.Gryfa – Szczecińska - ZCP - Wyszyńskiego – Czarnieckiego – Krzywoustego – K.Wielkiego – Bolesława Chrobrego - Drzymały - Gdańska – Gdyńska - Gdyńska Pętla (droga powrotna taką samą trasą) |
| 14                                        | Spokojna Pętla - Spokojna – Bogusława IV – Staszica – Krzywoustego – Kazimierza Wielkiego – Portowa – Wojska Polskiego – Brzozowa - Reymonta Cmentarz (droga powrotna taką samą trasą) |
| 15 (Linia okolna przeciwna do linii nr 5) | Chopina Pętla - Nasienna – Usługowa – Ceglana – Pierwszej Brygady – Piłsudskiego – Struga – K.Wielkiego – Krzywoustego – Staszica – Bogusława IV – Spokojna – Al.Gryfa – Pogodna – Aleja Żołnierza – Osiedle Zachód – Moniuszki – Wieniawskiego - Chopina Pętla |
| 21                                        | Chopina Pętla - Wieniawskiego - Szczecińska - ZCP - Wyszyńskiego - Czarnieckiego - Staszica - Warszawska - Broniewskiego - Armii Krajowej - Powstańców Warszawy - Tańskiego - Śniadeckiego - Krzemowa - Metalowa CDK |
| 24                                        | Piłsudskiego Konopnickiej - Piłsudskiego – Wyszyńskiego - ZCP - Szczecińska – Słoneczna – Aleja Gryfa – Spokojna – Golczewo – Metalowa – Stalowa - Metalowa – fabryka (droga powrotna taką samą trasą) |
| 25                                        | Tańskiego Pętla - Śniadeckiego – Metalowa – Golczewo – Spokojna – Al.Gryfa – Pogodna - Aleja Żołnierza – szkoła - Aleja Żołnierza – Osiedle Zachód – Moniuszki – Szczecińska – Słoneczna – Pogodna – Al.Gryfa – Kościuszki – Spokojna – Golczewo – Metalowa – Śniadeckiego – Tańskiego - Tańskiego Pętla (niektóre kursy odbywają się przez Zintegrowane Centrum Przesiadkowe) |
| 30                                        | ZCP – Wyszyńskiego – Czarnieckiego – Staszica – Warszawska – Broniewskiego – Armii Krajowej – Miła – Powstańców Warszawy – Niepodległości – Witkowo (Kresowian – Starowiejska) – Główna – Broniewskiego – Traugutta – Niemcewicz – Główna – Witkowo (Starowiejska – Kresowian – Papieża Jana Pawła II ) – Witkowo Pierwsze końcowy                                             |
| 31                                        | ZCP - Bogusława IV – Czarnieckiego – Wojska Polskiego – Konopnickiej – Piłsudskiego – Podleśna - Kossaka – pętla – Żarowo pętla - Lubowo – Rogowo – Poczernin – Smogolice – Sowno – Strumiany – Przemocze - Rożnowo Nowogardzkie końcowy (droga powrotna taką samą trasą) |
| 32                                        | Storkówko – pętla - Małkocin – Klępino – Morska – Gdańska – Bolesława Chrobrego – Portowa – Struga – Wyszyńskiego - ZCP - Szczecińska - Moniuszki – pętla (droga powrotna taką samą trasą) |
| 33                                        | Grzędzice – Lipnik – Szczecińska – Moniuszki - ZCP - Wyszyńskiego – Czarnieckiego – Krzywoustego – Bydgoska - Strachocin – Święte - Tychowo - Sułkowo (droga powrotna taką samą trasą) * w Soboty, Niedziele i Święta kursuje tylko z Lipnika do Świętego |
| 34                                        | Reptowo - Niedźwiedź – Motaniec - Kobylanka - Bielkowo – Jęczydół – Morzyczyn – Zieleniewo – Lipnik – Moniuszki – Szczecińska - ZCP (droga powrotna taką samą trasą) |
| 35                                        | ZCP - Szczecińska – Lipnik – Zieleniewo – Kunowo – Skalin – Wierzchląd – Koszewko - Koszewo (droga powrotna taką samą trasą) |
| 36                                        | ZCP - Wyszyńskiego – Czarnieckiego – Staszica – Warszawska – Broniewskiego – Traugutta – Niemcewicza – Główna – Witkowo Drugie - Witkowo Pierwsze – pętla (droga powrotna taką samą trasą) Niektóre kursy na tej linii odbywają się do Pętli Tesco i na Tańskiego. |
| 37                                        | ZCP - Szczecińska – Słoneczna – Pogodna – Spokojna – Golczewo – Most Kamienny – Lotników – Lelewela – Traugutta – Strzyżno - Kurcewo (droga powrotna taką samą trasą) |
| 38                                        | Grzędzice - Lipnik - Szczecińska - ZCP (droga powrotna taką samą trasą) |
| Ogrody (Linia sezonowa)                   | ZCP - Wyszyńskiego - Struga - B. Chrobrego - K. Wielkiego - Robotnicza - Na Grobli - Graniczna - Bydgoska - K. Wielkiego - Portowa - Struga - Wyszyńskiego - ZCP |
| 1 (Obecnie nieczynna)                     | Chopina Pętla - Wieniawskiego - Szczecińśka - Pierwszej Brygady - Piłsudskiego - Plac Wolności (dzisiaj ZCP) - Struga - Chrobrego - K. Wielkiego - Krzywoustego - Staszica - Boguslawa IV - Spokojna - Spokojna Pętla |